# Генератор Рекс
Генератор Рекс (енгл. Generator Rex) америчка је анимирана серија која се приказивала од 23. априла 2010. до 3. јануара 2013. године на Картун нетворку. Инспирисана је стрипом М. Рекс који је издат 1999. године. Иако није емитована на Картун нетворковом Адалт свим, не сматра се серијом прикладном за децу.
У Србији, Црној Гори, Северној Македонији и у неким деловима Босне и Херцеговине цртана серија је синхронизована кренула са емитовањем на телевизији Хепи у априлу 2012. године. Синхронизоване и емитоване су све епизоде. Синхронизацију је радио студио телевизије Хепи. Нема DVD издања.